# Pegaeophyton sulphureum
Pegaeophyton sulphureum är en korsblommig växtart som beskrevs av Al-shehbaz. Pegaeophyton sulphureum ingår i släktet Pegaeophyton och familjen korsblommiga växter. Inga underarter finns listade i Catalogue of Life.